# Flight of the Lost Balloon
Pour plus de détails, voir Fiche technique et Distribution.
Flight of the Lost Balloon est un film américain, écrit, produit et réalisé par Nathan Juran, sorti en 1961.
Tourné à Porto Rico, le film a pour acteurs principaux Mala Powers et Marshall Thompson. Il est inspiré de Cinq Semaines en ballon de Jules Verne mais le nom de l'auteur n'apparaît pas dans les crédits alors que le nom du ballon du roman, le Victoria, lui, a été conservé.

## Fiche technique
- Titre : Flight of the Lost Balloon
- Réalisation : Nathan Juran
- Scénario : Nathan Juran, d'après Cinq Semaines en ballon de Jules Verne
- Photographie : Jacques R. Marquette
- Montage : Rex Lipton
- Musique : Hal Borne
- Producteurs : Jacques R. Marquette, Bernard Woolner et Nathan Juran
- Société de production : W.M.J. Productions
- Société de distribution : Woolner Brothers Pictures Inc., American International Pictures (AIP)
- Pays de production :  États-Unis
- Langue : Anglais
- Format : Couleur (Eastmancolor) — 35 mm — 2,35:1 — Son : Mono
- Genre : Film d'aventure
- Durée : 91 minutes
- Dates de sortie : 
  - États-Unis : 28 décembre 1961

## Distribution
- Mala Powers : Ellen Burton
- Marshall Thompson : Docteur Joseph Faraday
- James Lanphier : l' Indien
- Douglas Kennedy : Sir Hubert Warrington
- Robert W. Gillette : Sir Adam Burton
- Felipe Birriel : Golan
- Leo Ledbetter : trois rôles